# Vloedgraaf (Anstelerbeek)
De Vloedgraaf is een beek in de Nederlandse provincie Limburg. De beek ligt in de gemeente Kerkrade en ontspringt ten zuiden van Kaalheide bij Gemeentelijk Sportpark Kaalheide. In de buurt Kaalheide ligt de Romeinse villa Kaalheide bovenaan een vrije steile helling van het beekdal. Verder naar het westen ligt aan de noordzijde van het oorspronkelijke dalletje waar de Vloedgraaf vroeger ook nog stroomde de Romeinse villa Kerkrade-Hoeve Overste Hof.
De beek is een zijbeek van de Anstelerbeek waar het ten zuiden van buurtschap Ham en noorden van de voormalige Hammolen in uitmondt.
Vroeger heette de beek Oberste Wybach of Bovenste Wybach en lag de bron van de beek bij de Drievogelsstraat. De mijn Willem-Sophia loosde vroeger water op de beek.